# 6 de janeiro
6 de janeiro é o 6.º dia do ano no calendário gregoriano. Faltam 359 dias para acabar o ano (360 em anos bissextos).

## Eventos históricos

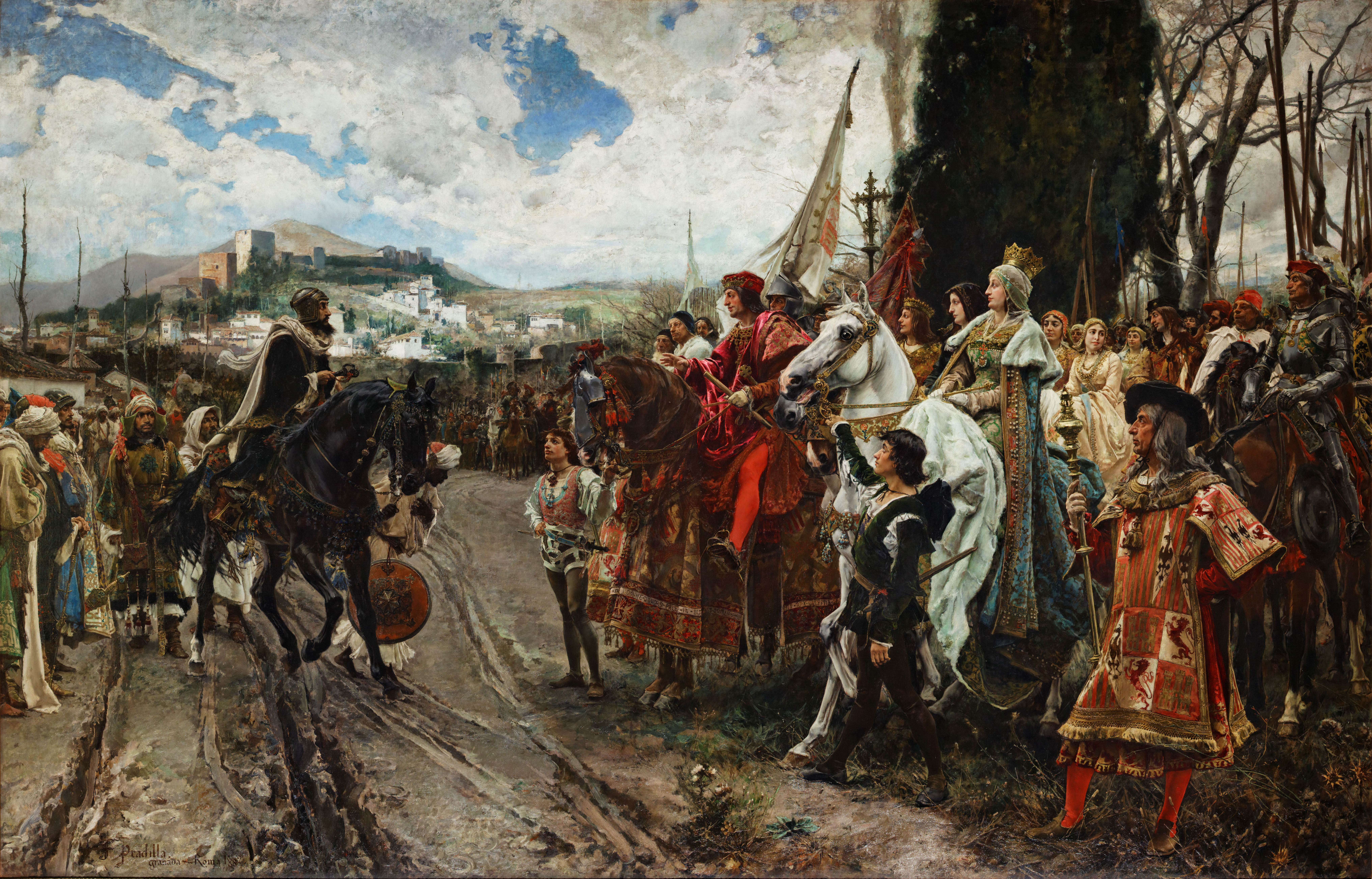
1492: Reconquista, rendição de Granada.

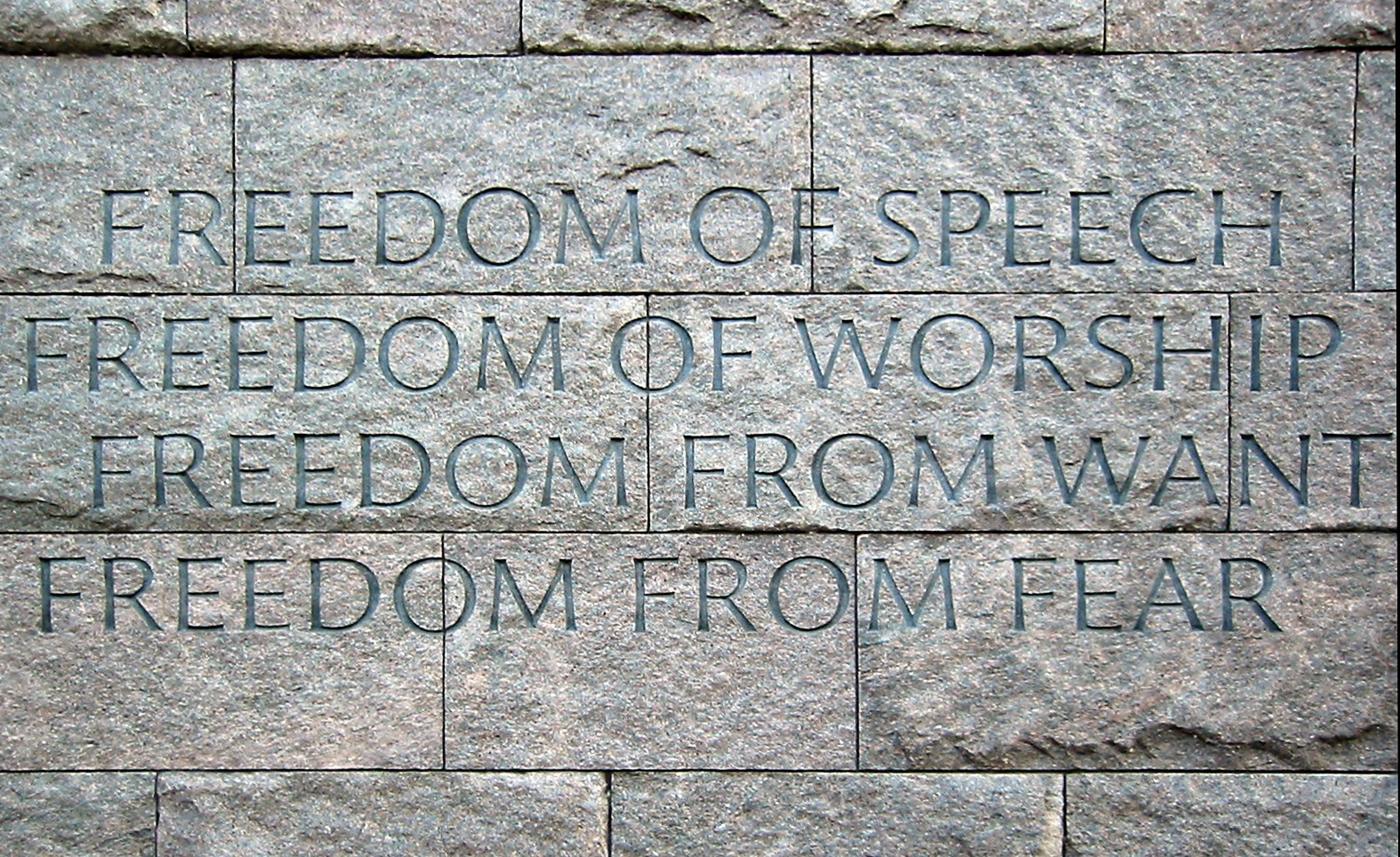
1941: Entalhe das Quatro Liberdades.

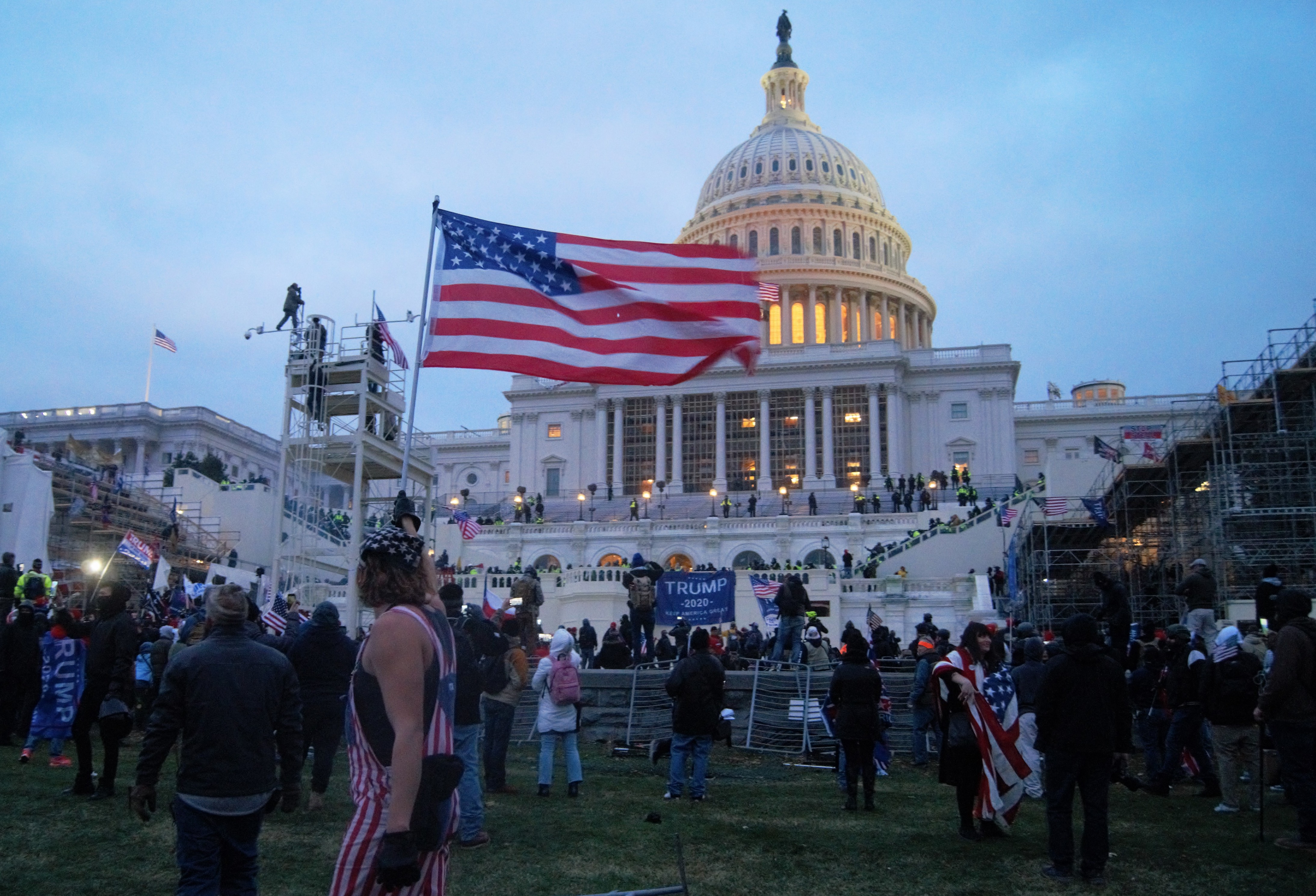
Ataque ao Capitólio dos Estados Unidos em 2021

- 1066 — Após a morte de Eduardo, o Confessor, no dia anterior, a Witenagemot se reúne para confirmar Harold Godwinson como o novo Rei da Inglaterra; Harold é coroado no mesmo dia, desencadeando uma crise de sucessão que acabará por levar à Conquista normanda da Inglaterra.
- 1205 — Filipe da Suábia é submetido a uma segunda coroação como Rei dos Romanos.
- 1322 — Estêvão Uresis III é coroado Rei da Sérvia, após derrotar seu meio-irmão Estêvão Constantino na batalha. Seu filho é coroado "jovem rei" na mesma cerimônia.
- 1355 — Carlos IV da Boêmia é coroado com a Coroa de Ferro da Lombardia como Rei da Itália em Milão.
- 1449 — Constantino XI Paleólogo é coroado imperador romano oriental (bizantino) em Mistras.
- 1492 — Reis Católicos Fernando II de Aragão e Isabel I de Castela (esposo e esposa) entram em Granada no final da Guerra de Granada.
- 1579 — A União de Arras une os Países Baixos Espanhóis sob a administração do duque de Parma (Ottavio Farnese), governador em nome do rei Filipe II da Espanha.
- 1641 — Guerra de Arauco: celebra-se o primeiro Parlamento de Quillín, interrompendo temporariamente as hostilidades entre os mapuches e os espanhóis no Chile.
- 1721 — O Comitê de Inquérito sobre a Quebra dos Mares do Sul publica suas descobertas, revelando detalhes de fraude entre diretores das empresas e políticos corruptos.
- 1809 — Forças combinadas britânicas, portuguesas metropolitanas e luso-brasileiras coloniais começam a Invasão de Caiena durante as Guerras Napoleônicas.
- 1835 — Início da Cabanagem, uma revolta popular e social ocorrida no Império do Brasil na antiga Província do Grão-Pará.
- 1838 — Alfred Vail e colegas demonstram um sistema de telégrafo usando pontos e traços (este é o precursor do código Morse).[1]
- 1847 — Samuel Colt obtém seu primeiro contrato de venda de pistolas revólveres para o governo dos Estados Unidos.
- 1870 — Inauguração do Musikverein ("Clube da Música") em Viena, Áustria-Hungria.
- 1893 — A Catedral Nacional de Washington é licenciada pelo Congresso dos Estados Unidos. A carta é assinada pelo presidente Benjamin Harrison.
- 1900 — Segunda Guerra dos Bôeres: tendo já sitiado a fortaleza em Ladysmith, as forças bôeres atacam-na, mas são repelidas pelos defensores britânicos.
- 1907 — Maria Montessori abre sua primeira escola e creche para crianças da classe trabalhadora em Roma, Itália.
- 1912 — Alfred Wegener, geofísico alemão, apresenta pela primeira vez sua teoria da deriva continental.
- 1926 — Fundação da Lufthansa, empresa aérea estatal alemã.
- 1929
  - Rei Alexandre dos sérvios, croatas e eslovenos suspende a constituição de seu país (Ditadura de 6 de Janeiro).
  - Madre Teresa de Calcutá chega por mar a Calcutá para começar seu trabalho entre os mais pobres e doentes da Índia.
- 1941 — Franklin Delano Roosevelt, presidente dos Estados Unidos, faz seu discurso sobre as Quatro Liberdades no Discurso sobre o Estado da União.
- 1946 — Realizam-se as primeiras eleições gerais no Vietnã.[2]
- 1947 — A empresa aérea Pan American World Airways se torna a primeira companhia aérea comercial a oferecer uma passagem de volta ao mundo.
- 1950 — Reino Unido reconhece a República Popular da China. Em resposta, Taiwan rompe as relações diplomáticas com o Reino Unido.
- 1951 — Guerra da Coreia: Início do massacre de Ganghwa, no qual cerca de 200 a 1 300 simpatizantes comunistas sul-coreanos são massacrados.[3]
- 1960 — O voo National Airlines 2511 é destruído no ar pela explosão de uma bomba, durante a rota de Nova Iorque a Miami.
- 1963 — O referendo no Brasil de 1963 ocorreu para determinar o sistema de governo (parlamentarista ou presidencialista) do país, resultando na escolha do presidencialismo.
- 1992 — O presidente da Geórgia, Zviad Gamsakhurdia, foge do país em consequência do golpe militar.
- 1993 — Quatro pessoas morrem quando o voo 5634 da Lufthansa CityLine cai ao se aproximar do Aeroporto Charles de Gaulle, em Roissy-en-France, França.
- 1995 — Incêndio químico em um complexo de apartamentos em Manila, nas Filipinas, leva à descoberta de planos para o Projeto Bojinka, um ataque terrorista em massa.
- 2016 — Coreia do Norte conduz o quarto teste nuclear e alega ter usado bomba de hidrogênio.
- 2019 — Muhammad V de Kelantan renuncia ao cargo de Yang di-Pertuan Agong da Malásia, tornando-se o primeiro monarca a fazê-lo.
- 2021 — Apoiadores de Donald Trump, então presidente dos Estados Unidos, invadem o Capitólio, onde estava em andamento a certificação da vitória de seu sucessor no cargo, o presidente eleito Joe Biden, na eleição presidencial estadunidense de 2020. A rebelião resulta em cinco mortos e mais de cinquenta feridos.

## Nascimentos

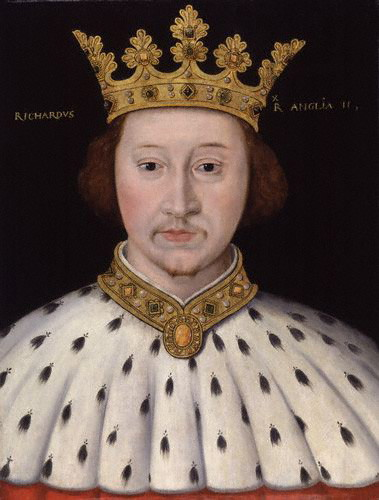
Ricardo II de Inglaterra

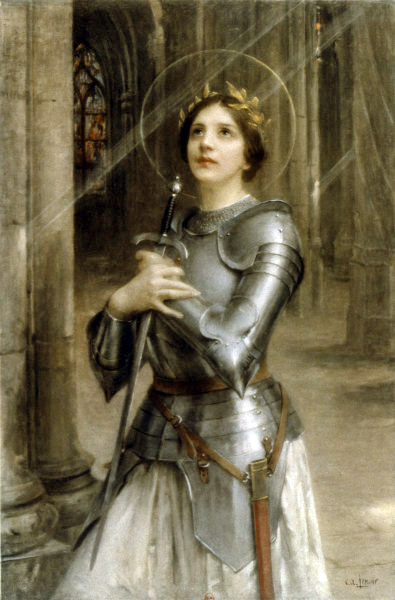
Joana d'Arc

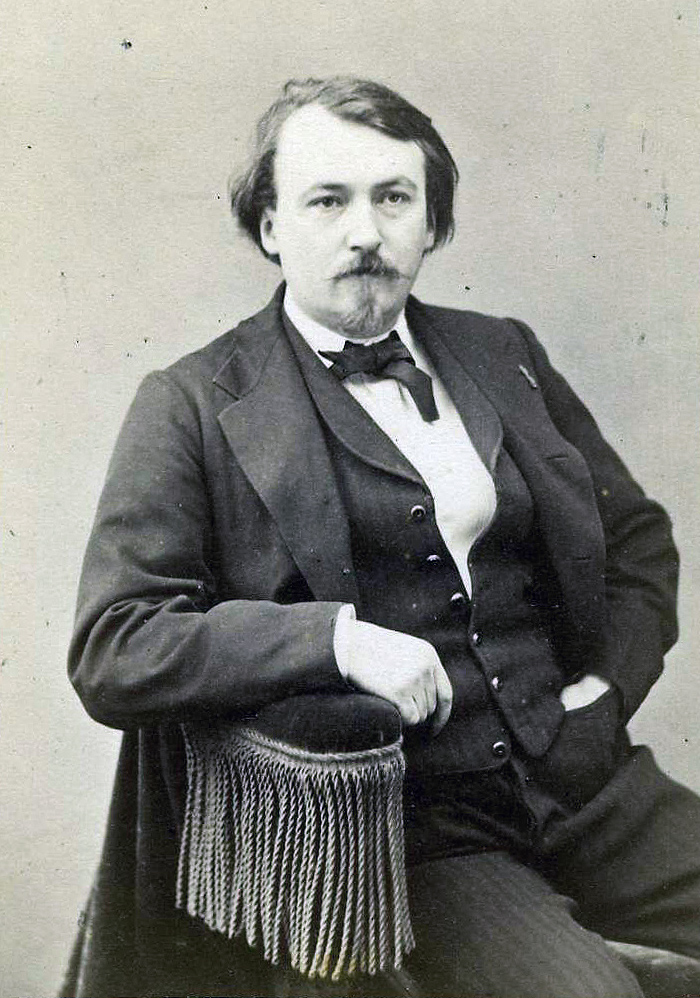
Gustave Doré

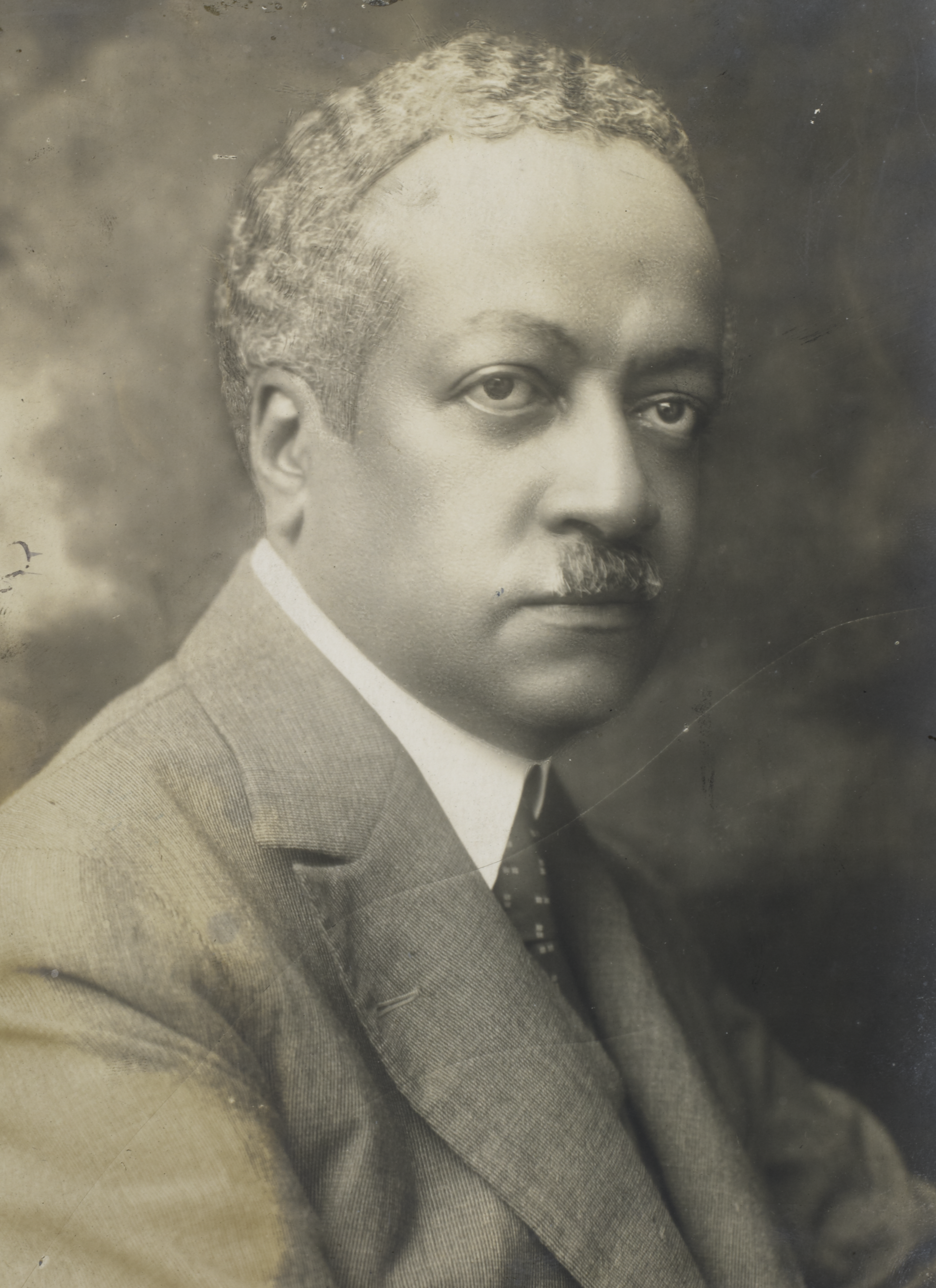
Juliano Moreira

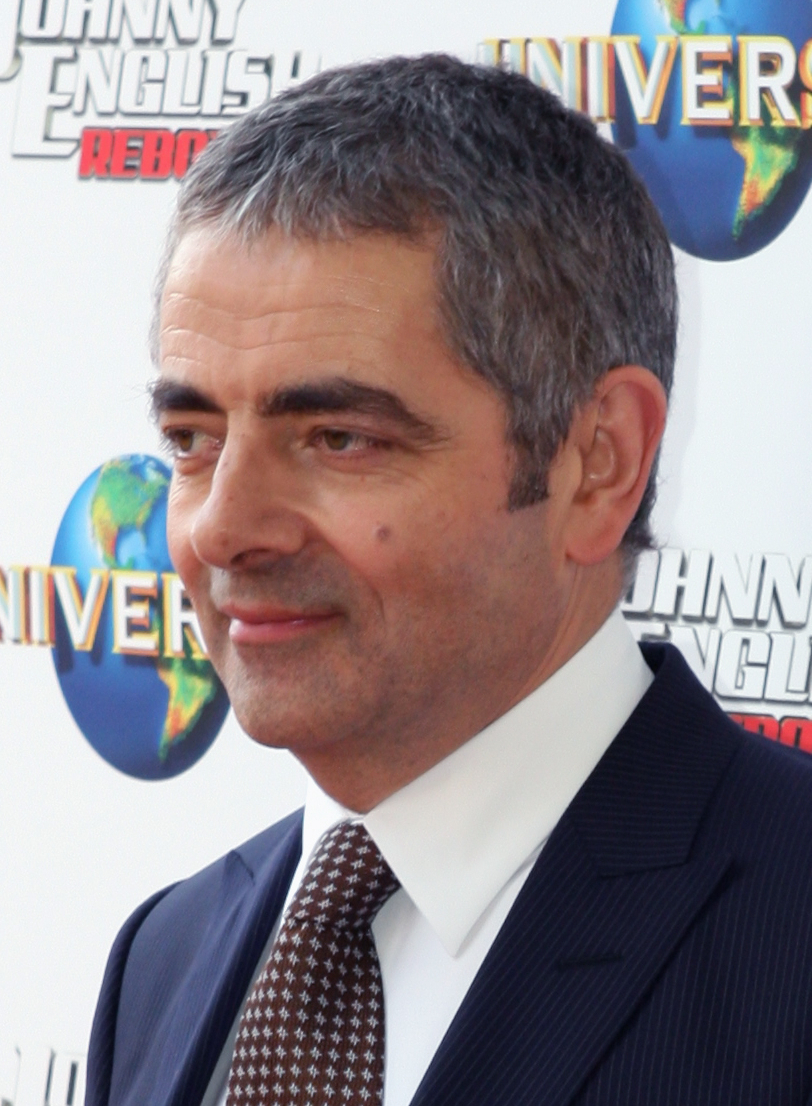
Rowan Atkinson

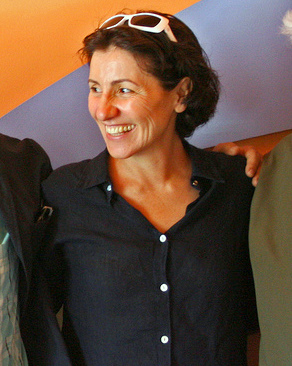
Cássia Kis

### Anterior ao século XIX
- 1256 — Gertrudes de Helfta, santa católica, mística e teóloga alemã (m. 1302).
- 1367 — Ricardo II de Inglaterra (m. 1400).
- 1412 — Joana d'Arc, heroína e santa francesa (m. 1431).
- 1486 — Martin Agricola, compositor, teórico e pedagogo musical alemão (m. 1556).
- 1488 — Helius Eobanus Hessus, poeta alemão (m. 1540).
- 1493 — Olaus Petri, clérigo sueco (m. 1552).
- 1499 — João de Ávila, místico e santo espanhol (m. 1569).
- 1525 — Caspar Peucer, médico e estudioso alemão (m. 1602).
- 1561 — Thomas Fincke, matemático e físico dinamarquês (m. 1656).
- 1581 — Doroteia do Palatinado-Simmern, princesa de Anhalt-Dessau (m. 1631).
- 1585 — Claude Favre de Vaugelas, educador e cortesão francês (m. 1650).
- 1587 — Gaspar de Guzmán, Conde-Duque de Olivares (m. 1645).
- 1655 — Leonor Madalena de Neuburgo (m. 1720).
- 1673 — James Brydges, acadêmico e político britânico (m. 1744).
- 1695 — Giuseppe Sammartini, oboísta e compositor italiano (m. 1750).
- 1714 — Percivall Pott, cirurgião britânico (m. 1788).
- 1745 — Jacques-Étienne Montgolfier, inventor francês (m. 1799).
- 1761 — Kaspar Maria von Sternberg, naturalista de etnia tcheca (m. 1838).
- 1766 — José Gaspar Rodríguez de Francia, advogado e político paraguaio (m. 1840).
- 1785 — Andreas Moustoxydis, historiador e filólogo grego (m. 1860).
- 1795 — Anselme Payen, químico e acadêmico francês (m. 1871).
- 1799 — Jedediah Strong Smith, caçador, explorador e escritor norte-americano (m. 1831).

### Século XIX
- 1803 — Henri Herz, pianista e compositor austríaco (m. 1888).
- 1807 — Josef Maximilian Petzval, matemático e físico teuto-húngaro (m. 1891).
- 1822 — Heinrich Schliemann, arqueólogo e empresário alemão (m. 1890).
- 1832 — Gustave Doré, pintor e escultor francês (m. 1883).
- 1838 — Max Bruch, compositor e maestro alemão (m. 1920).
- 1856 — Giuseppe Martucci, pianista, compositor e maestro italiano (m. 1909).
- 1857 — William E. Russell, advogado e político norte-americano (m. 1896).
- 1858 — Sébastien Faure, anarquista francês (m. 1942).
- 1859 — Samuel Alexander, filósofo e acadêmico anglo-australiano (m. 1938).
- 1861 — Victor Horta, arquiteto belga (m. 1947).
- 1868 — Vittorio Monti, compositor e maestro italiano (m. 1922).
- 1870 — Gustav Bauer, jornalista e político alemão (m. 1944).
- 1872
  - Alexander Scriabin, compositor e pianista russo (m. 1915).
  - Juliano Moreira, médico brasileiro (m. 1933).
- 1874 — Fred Niblo, ator, diretor e produtor norte-americano (m. 1948).
- 1878 — Carl Sandburg, poeta, historiador e folclorista estadunidense (m. 1967).
- 1880 — Tom Mix, cowboy e ator norte-americano (m. 1940).
- 1883 — Khalil Gibran, poeta, pintor e filósofo libanês-americano (m. 1931).
- 1888 — Emmerico Nunes, desenhista português (m. 1968).
- 1900 — Maria da Iugoslávia (m. 1961).

### Século XX

#### 1901–1950
- 1901 — José Gaspar de Affonseca e Silva, sacerdote católico brasileiro (m. 1943).
- 1903 — Maurice de Abravanel, pianista e maestro greco-americano (m. 1993).
- 1907 — Marques Rebelo, escritor e jornalista brasileiro (m. 1973).
- 1910
  - Brandão Filho, ator brasileiro (m. 1998).
  - Wright Morris, escritor e fotógrafo estadunidense (m. 1998).
- 1912
  - Jacques Ellul, filósofo e crítico francês (m. 1994).
  - Danny Thomas, ator, comediante, produtor e humanitário norte-americano (m. 1991).
- 1913
  - Edward Gierek, advogado e político polonês (m. 2001).
  - Loretta Young, atriz estadunidense (m. 2000).
- 1915
  - John C. Lilly, psicanalista, médico e filósofo norte-americano (m. 2001).
  - Alan Watts, filósofo e escritor anglo-americano (m. 1973).
- 1920 — John Maynard Smith, biólogo e geneticista britânico (m. 2004).
- 1921 — Cary Middlecoff, golfista e locutor esportivo norte-americano (m. 1998).
- 1924
  - Kim Dae-jung, político sul-coreano (m. 2009).
  - Earl Scruggs, tocador de banjo norte-americano (m. 2012).
- 1925 — John DeLorean, engenheiro e empresário norte-americano (m. 2005).
- 1926
  - Pat Flaherty, automobilista norte-americano (m. 2002).
  - Mickey Hargitay, ator e fisiculturista húngaro-americano (m. 2006).
- 1928
  - Capucine, atriz e modelo francesa (m. 1990).
  - Carlos Manga, ator e diretor brasileiro (m. 2015).
- 1932 — Stuart Alan Rice, químico e acadêmico norte-americano (m. 2024).
- 1933 — Oleg Makarov, engenheiro e astronauta russo (m. 2003).
- 1934
  - Harry M. Miller, agente de talentos e publicitário neozelandês-australiano (m. 2018).
  - Sylvia Syms, atriz inglesa (m. 2023).
- 1936
  - Darlene Hard, ex-tenista norte-americana (m. 2021).
  - Julio María Sanguinetti, jornalista, advogado e político uruguaio.
- 1937
  - Ludvík Daněk, lançador de disco tcheco (m. 1998).
  - Doris Troy, cantora e compositora norte-americana (m. 2004).
- 1938 — Adriano Celentano, cantor, compositor, ator e diretor italiano.
- 1939
  - Valeriy Lobanovskiy, futebolista e treinador de futebol ucraniano (m. 2002).
  - Murray Rose, nadador e locutor esportivo anglo-australiano (m. 2012).
- 1940 — Van McCoy, cantor, compositor e produtor norte-americano (m. 1979).
- 1943 — Terry Venables, ex-futebolista e técnico de futebol britânico (m.2023).
- 1944
  - Rolf Zinkernagel, imunologista e acadêmico suíço.
  - Pak Li-sup, ex-futebolista norte-coreano.
- 1945 — Walter Franco, cantor e compositor brasileiro (m. 2019).
- 1946
  - Syd Barrett, cantor, produtor e guitarrista britânico (m. 2006).
  - Nasser Al-Johar, ex-futebolista e treinador de futebol saudita.
  - Cheng Pei-pei, atriz chinesa (m. 2024).
- 1947 — Sandy Denny, cantora e compositora britânica (m. 1978).
- 1948 — Guy Gardner, coronel e astronauta norte-americano.
- 1949
  - Mike Boit, ex-corredor e acadêmico queniano.
  - José Pacheco Pereira, político e historiador português.

#### 1951–2000
- 1953
  - Malcolm Young, cantor, compositor, guitarrista e produtor anglo-australiano (m. 2017).
  - Rosa do Canto, atriz portuguesa.
  - Manfred Kaltz, ex-futebolista e treinador de futebol alemão.
- 1954
  - Anthony Minghella, diretor e roteirista britânico (m. 2008).
  - Luis Ramírez Zapata, ex-futebolista salvadorenho.
- 1955
  - Rowan Atkinson, ator, produtor e roteirista britânico.
  - Ajayi Agbebaku, ex-atleta nigeriano.
- 1956 — Justin Welby, arcebispo britânico.
- 1957 — Michael Foale, astrofísico e astronauta anglo-americano.
- 1958
  - Shlomo Glickstein, ex-tenista israelense.
  - Cássia Kis, atriz brasileira.
  - Kita, futebolista brasileiro (m. 2015).
- 1959 — Davy Spillane, músico irlandês.
- 1960
  - Howie Long, ex-jogador de futebol americano e comentarista esportivo estadunidense.
  - Ademir Roque Kaefer, ex-futebolista brasileiro.
  - Natalia Bestemianova, ex-patinadora artística russa.
  - Mark Gorski, ex-ciclista norte-americano.
  - Nigella Lawson, jornalista e apresentadora de televisão britânica.
- 1963
  - Norm Charlton, ex-jogador e treinador de beisebol norte-americano.
  - Paul Kipkoech, corredor queniano (m. 1995).
  - Tony Halme, lutador profissional e político finlandês (m. 2010).
- 1964
  - Jacqueline Moore, ex-lutadora e empresária norte-americana.
  - Rafael Vidal, nadador venezuelano (m. 2005).
- 1965
  - Bjørn Lomborg, escritor e acadêmico dinamarquês.
  - Marco Branca, ex-futebolista e dirigente esportivo italiano.
- 1966 — Fernando Carrillo, ator venezuelano.
- 1967 — A. R. Rahman, músico indiano.
- 1968 — John Singleton, ator estadunidense (m. 2019).
- 1969
  - Heloísa Morgado, ex-paquita e dançarina brasileira.
  - Norman Reedus, ator, produtor, modelo e diretor norte-americano.
- 1970
  - Radoslav Látal, ex-futebolista e treinador de futebol tcheco.
  - Leonardo Astrada, ex-futebolista e treinador de futebol argentino.
  - Rubén Capria, ex-futebolista argentino.
- 1971
  - Misael Alfaro, ex-futebolista salvadorenho.
- 1972 — Marcelo Médici, ator brasileiro.
- 1974
  - Fernando Correa, ex-futebolista uruguaio.
  - Marco Horácio, ator, humorista e apresentador de televisão português.
- 1975
  - James Farrior, ex-jogador de futebol americano estadunidense.
  - Ricardo Alex Santos, jogador de vôlei de praia brasileiro.
- 1976
  - Richard Zedník, jogador de hóquei no gelo eslovaco.
  - David Di Michele, ex-futebolista italiano.
  - Andreas Seidl, engenheiro e dirigente automobilístico alemão.
  - Danny Pintauro, ator e produtor de cinema americano.
- 1978 — Rubén Ramírez Hidalgo, ex-tenista espanhol.
- 1979 — Juris Laizāns, ex-futebolista letão.
- 1980 — Steed Malbranque, ex-futebolista francês.
- 1981
  - Asante Samuel, ex-jogador de futebol americano estadunidense.
  - Rinko Kikuchi, atriz japonesa.
  - Jérémie Renier, ator belga.
- 1982
  - Gilbert Arenas, ex-jogador de basquete norte-americano.
  - Eddie Redmayne, ator e modelo britânico.
  - Israel Damonte, futebolista argentino.
- 1983
  - Alexandre Pichot, ex-ciclista francês.
  - Clarissa Pinheiro, atriz brasileira.
- 1984
  - Kate McKinnon, atriz e comediante norte-americana.
  - Anselmo, ex-futebolista português.
- 1985
  - Abel Aguilar, ex-futebolista colombiano.
  - Adam Pearson, ator, apresentador e ativista britânico.
  - Wilson Reis, lutador brasileiro de artes marciais mistas.
- 1986
  - Alex Turner, músico britânico.
  - Irina Shayk, modelo russa.
  - Sergiy Stakhovsky, tenista ucraniano.
- 1987
  - Bongani Khumalo, futebolista sul-africano.
  - Gemma Gibbons, judoca britânica.
- 1988 — Jeff, futebolista brasileiro.
- 1989
  - Andy Carroll, futebolista britânico.
  - Max Pirkis, ator britânico.
  - Charles Emmanuel, dublador brasileiro.
- 1990
  - Alex Teixeira, futebolista brasileiro.
  - Dalila de Nóbrega, atriz, humorista, dançarina e cantora brasileira.
  - Abel Camará, futebolista guineense.
  - Gabriel Santana Pinto, futebolista brasileiro.
  - Sandro Cortese, motociclista alemão.
- 1991
  - Will Barton, jogador de basquete norte-americano.
  - Jeroen Zoet, futebolista neerlandês.
- 1992 — Rodrigo Simas, ator brasileiro.
- 1993
  - Afonso Figueiredo, futebolista português.
  - Jesús Manuel Corona, futebolista mexicano.
  - Witsarut Himmarat, ator tailandês.
- 1994
  - JB, cantor e ator sul-coreano.
  - Bianca Salgueiro, atriz brasileira.
  - Catriona Gray, modelo filipina.
  - Denis Suárez, futebolista espanhol.
- 1996
  - Bella Piero, atriz brasileira.
  - Rafael Matos, tenista brasileiro.
- 1997 — Ángelo Araos, futebolista chileno.
- 1998 — Ismail Azzaoui, futebolista belga.
- 1999 — Eliza Scanlen, atriz australiana.
- 2000
  - Jann-Fiete Arp, futebolista alemão.
  - Iker Lecuona, motociclista espanhol.
  - Joel Latibeaudiere, futebolista britânico.

## Mortes

### Anterior ao século XIX
- 0786 — Abo de Tiflis, mártir e santo iraquiano (n. 756).
- 1088 — Berengário de Tours, erudito e teólogo francês (n. 999).
- 1275 — Raimundo de Penaforte, santo e arcebispo espanhol (n. 1175).
- 1448 — Cristóvão da Baviera, rei da Dinamarca, Noruega e Suécia (n. 1418).
- 1477 — João II de Bourbon (n. 1428).
- 1524 — Amália do Palatinado, condessa palatina de Simmern (n. 1490).
- 1537
  - Alexandre de Médici, Duque de Penne e de Florença (n. 1510).
  - Baldassare Peruzzi, arquiteto e pintor italiano (n. 1481).
- 1616 — Philip Henslowe, empresário de teatro inglês (n. 1550).
- 1617 — Doroteia da Dinamarca (n. 1546).
- 1645 — Manuel Correia do Campo, compositor português (n. 1593).
- 1646 — Elias Holl, arquiteto alemão (n. 1573).
- 1693 — Maomé IV, o Caçador, sultão otomano (n. 1642).
- 1725 — Chikamatsu Monzaemon, ator e dramaturgo japonês (n. 1653).

### Século XIX
- 1829 — Josef Dobrovský, filólogo e historiador tcheco (n. 1753).
- 1852 — Louis Braille, professor e músico francês (n. 1809).
- 1876 — Bernardo de Sá Nogueira, político português (n. 1795).
- 1884 — Gregor Mendel, botânico austríaco (n. 1822).
- 1885 — Peter Christen Asbjørnsen, escritor e pesquisador norueguês (n. 1812).

### Século XX
- 1901 — Philip Danforth Armour, empresário americano (n. 1832).
- 1918 — Georg Cantor, matemático alemão (n. 1845).
- 1919
  - Jacques Vaché, escritor francês (n. 1895).
  - Theodore Roosevelt, político estadunidense (n. 1858).
  - Max Heindel, ocultista e astrólogo dinamarquês (n. 1865).
- 1922 — Jakob Rosanes, matemático e jogador de xadrez ucraniano-alemão (n. 1842).
- 1928 — Alvin Kraenzlein, atleta norte-americano (n. 1876).
- 1933 — Vladimir von Pachmann, pianista ucraniano-alemão (n. 1848).
- 1934 — Herbert Chapman, futebolista e técnico de futebol britânico (n. 1878).
- 1937 — Alfred Bessette, religioso e santo canadense (n. 1845).
- 1939 — Gustavs Zemgals, jornalista e político letão (n. 1871).
- 1942 — Henri de Baillet-Latour, empresário belga (n. 1876).
- 1943 — Abbott Lawrence Lowell, educador e jurisconsulto norte-americano (n. 1856).
- 1944 — Ida Tarbell, jornalista, reformadora e educadora norte-americana (n. 1857).
- 1945 — Vladimir Vernadsky, mineralogista e geoquímico russo (n. 1863).
- 1949 — Victor Fleming, cineasta norte-americano (n. 1889).
- 1958 — Josefina da Bélgica, princesa de Hohenzollern (n. 1872).
- 1963 — Frank Tuttle, cineasta estadunidense (n. 1892).
- 1972 — Chen Yi, general e político chinês (n. 1901).
- 1974 — David Alfaro Siqueiros, pintor mexicano (n. 1896).
- 1978 — Burt Munro, motociclista neozelandês (n. 1899).
- 1980 — Petrônio Portella, político brasileiro (n. 1925).
- 1981 — A. J. Cronin, escritor britânico (n. 1896).
- 1984 — Ernest Laszlo, cinematógrafo húngaro-americano (n. 1898).
- 1989 — Elisa Lispector, escritora brasileira (n. 1911).
- 1990
  - Pavel Tcherenkov, físico soviético (n. 1904).
  - Ian Charleson, ator britânico (n. 1949).
- 1993
  - Dizzy Gillespie, trompetista, cantor e compositor norte-americano (n. 1917).
  - Rudolf Nureyev, bailarino e coreógrafo franco-russo (n. 1938).
- 1999 — Michel Petrucciani, pianista francês (n. 1962).
- 2000
  - Augusto Fraga, cineasta português (n. 1910).
  - Don Martin, cartunista norte-americano (n. 1931).

### Século XXI
- 2003 — Mamie Till, ativista americana (n. 1921).
- 2004 — Francesco Scavullo, fotógrafo de moda norte-americano (n. 1921).
- 2005 — Tarquinio Provini, motociclista italiano (n. 1933).
- 2006
  - Ilse Losa, escritora portuguesa (n. 1913).
  - Lou Rawls, cantor norte-americano (n. 1933).
- 2009 — Ron Asheton, guitarrista estadunidense (n. 1948).
- 2010 — Beniamino Placido, jornalista e escritor italiano (n. 1929).
- 2011 — Uche Okafor, futebolista nigeriano (n. 1967).
- 2012 — Bob Holness, apresentador de rádio e televisão britânico (n. 1928).
- 2014 — Marina Ginestà, fotógrafa e membro da Resistência Francesa (n. 1919).
- 2015
  - Dodô da Portela, porta-bandeira brasileira (n. 1920).
  - Basil John Mason, meteorologista britânico (n. 1923).
- 2016
  - Christy O'Connor Jnr, jogador de golfe e arquiteto irlandês (n. 1948).
  - Silvana Pampanini, atriz italiana (n. 1925).
- 2017 — Octavio Lepage, político venezuelano (n. 1923).
- 2019 — W. Morgan Sheppard, ator britânico (n. 1932).
- 2020 — Luís Morais, futebolista brasileiro (n. 1930).
- 2022
  - Peter Bogdanovich, ator, diretor, produtor e roteirista americano (n. 1939).
  - Sidney Poitier, ator, diretor e diplomata bahamense-americano (n. 1927).
- 2024 — Campos Machado, político brasileiro (n. 1939).

## Feriados e eventos cíclicos

### Internacional
- Dia de Reis
- Parada dos bombeiros de Tóquio - Japão
- Dia Mundial do Astrólogo

### Brasil

#### Municipais
- Aniversário do município de Angra dos Reis, RJ
- Aniversário do município de Criciúma, SC
- Aniversário do município de Itapuranga, GO
- Aniversário do município de Paraibano, MA
- Aniversário do município de Morro Agudo, SP
- Feriado de Santos Reis em Natal, RN e outras cidades
- Aniversário do município de Vigia de Nazaré, PA

### Cristianismo
- Alfred Bessette
- Epifania do Senhor
- João de Ribera
- Rafaela Maria
- Rita Amada de Jesus
- Três Reis Magos

## Outros calendários
- No calendário romano era o 8.º dia (VIII) antes dos idos de janeiro.
- No calendário litúrgico tem a letra dominical F para o dia da semana.
- No calendário gregoriano a epacta do dia é xxv ou 25.